# Klostret Zwettl

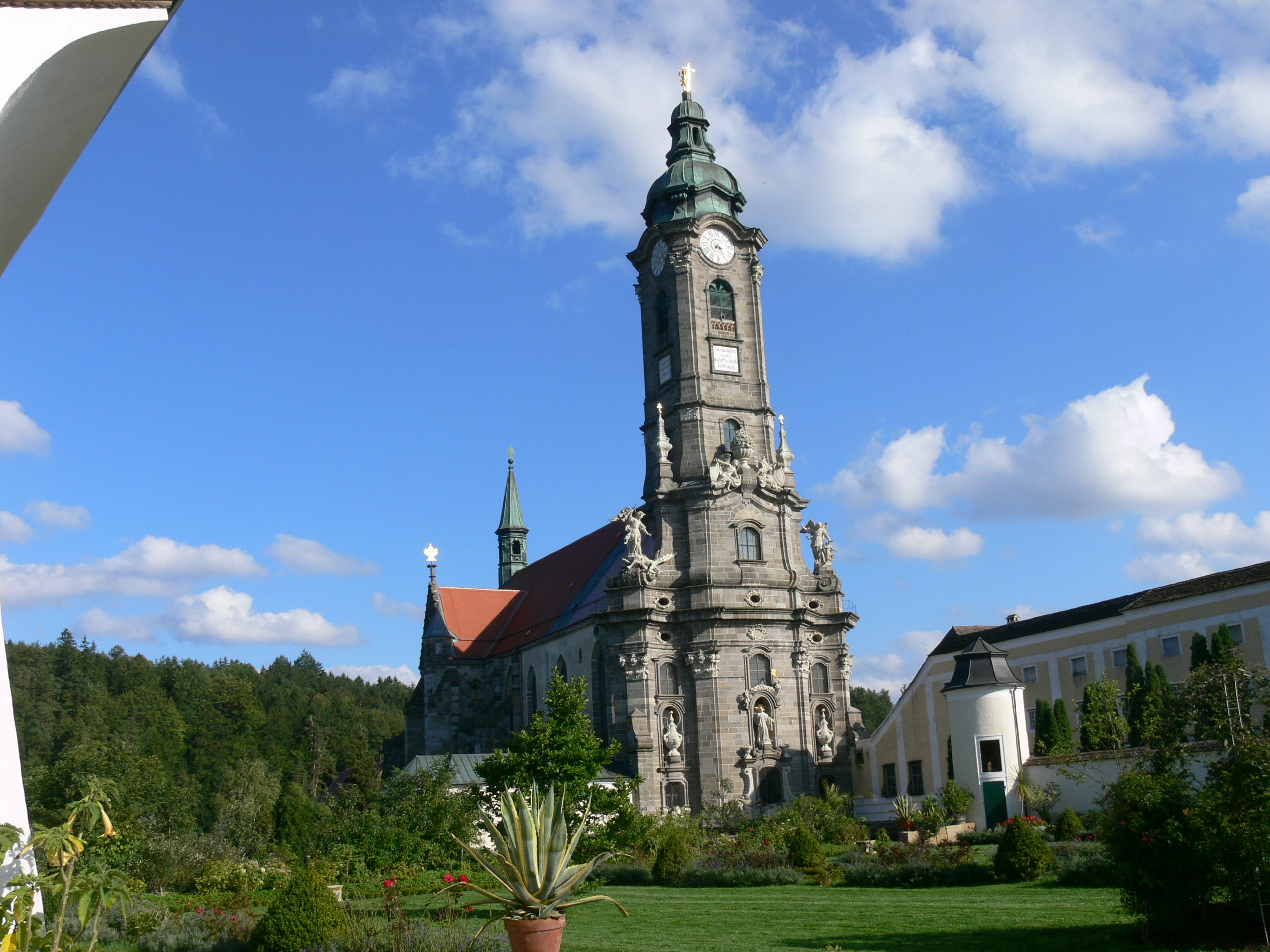
Klosterkyrkan

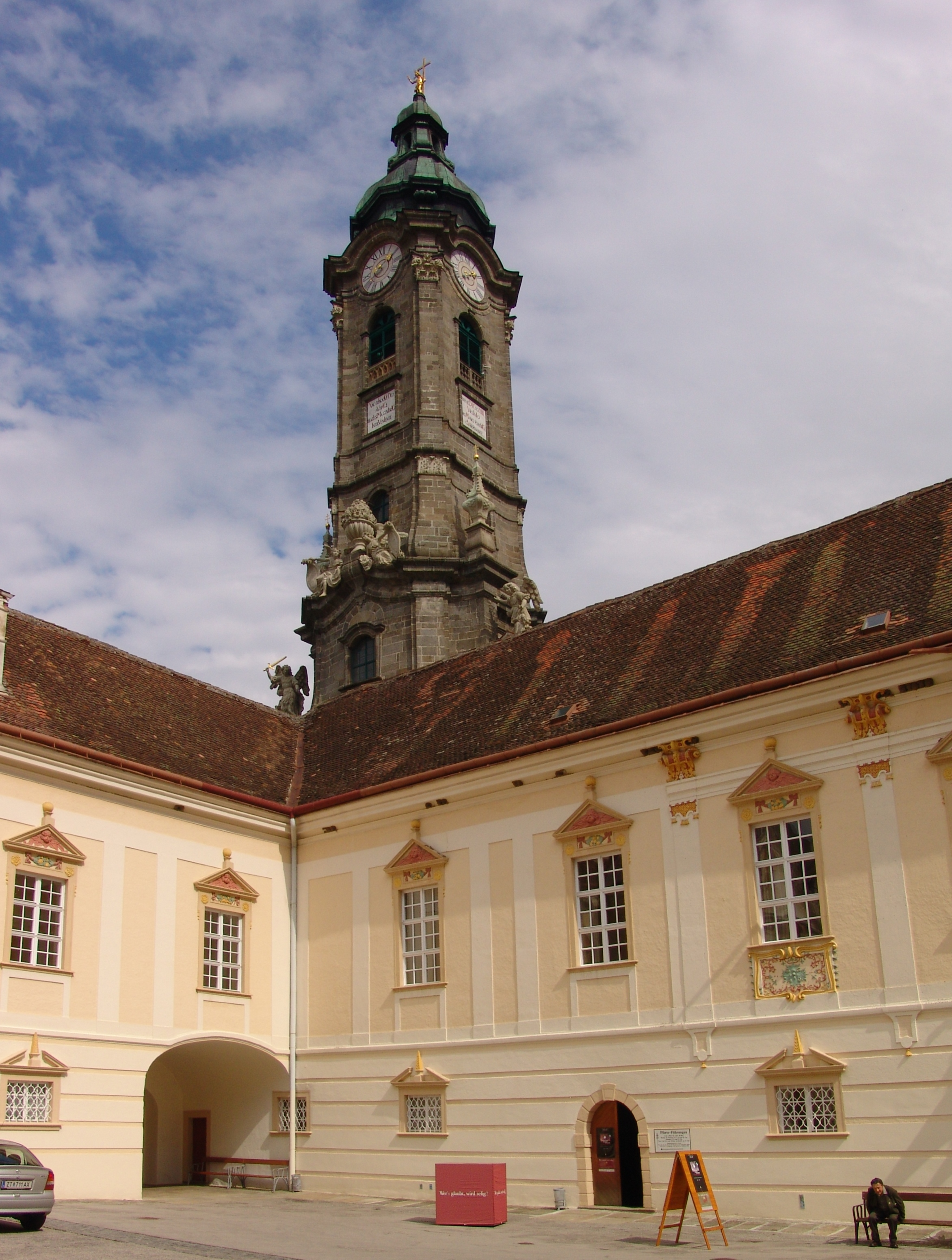
Prälatenhof

Klostret Zwettl är ett cistercienserkloster utanför staden Zwettl i det österrikiska förbundslandet Niederösterreich.
Klostret grundades 1138 av Hadmar I av Kuenring i en djupt inskuren skogsdal av floden Kamp. 1159 vigdes klosterkyrkan. Klosterkyrkan blev gravkyrka för huset Kuenring. Klostret upplevde sin första blomstringstid på 1200- och 1300-talen när ett rikt kulturellt liv utvecklades. Klostrets skrivstuga (scriptorium) var av stor betydelse. Där tillkom klostrets stiftelsebok, en vackert illustrerad handskrift från början av 1300-talet.
Från den här tiden härstammar även den romanska kapitelsalen (från 1187) och dormitoriet med den ovanliga latrinanläggningen samt den senromanska/tidiggotiska korsgången (från början av 1200-talet) och det tidiggotiska brunnhuset.
1427 förstördes stora delar av klostret av hussiterna. Så småningom återhämtade sig klostret och 1490 kunde den återuppbyggda klosterkyrkan i gotisk stil invigas. På 1700-talet byggdes klostret om och till i barock stil. Frän den här tiden är kyrkans västfassad av Josef Munggenast, klostrets barocka flygelbyggnader och klosterbiblioteket med sin färgglada takfresker av Paul Troger. Mellan 1728 och 1731 byggdes även orgeln av Johann Ignaz Egedacher. Orgeln restaurerades 1983 och sedan dess anordnas en internationell orgelfestival varje år. 
Konventet har idag 20 medlemmar under ledning av abbot Wolfgang Wiedermann. Klostrets ekonomiska bas utgörs av lant- och skogsbruk, fiskodling och vinproduktion i Weingut Schloss Gobelsburg.
Klostret kan besiktigas inom ramen för dagliga guidningar.